# Kenneth R. Porter
Kenneth Raymond Porter (* 20. Oktober 1931 in Laramie, Wyoming) ist ein US-amerikanischer Herpetologe und Ökologe.

## Leben
1953 erlangte Porter den Bachelor of Science an der University of Wyoming und 1959 den Master of Science am Oregon State College. 1962 wurde er mit der Dissertation Evolutionary relationships of the Bufo valliceps group in Mexico an der University of Texas at Austin zum Ph.D. in Zoologie promoviert. Von 1962 bis 1964 und von 1965 bis 1966 forschte er mit einer Förderung der National Science Foundation an der University of Denver. Von 1962 bis 1974 war er zunächst Assistenzprofessor und dann Außerordentlicher Professor für Ökologie an der University of Denver. Von 1973 bis zu seinem Ruhestand im Jahr 1994 war er Lehrbeauftragter und Außerordentlicher Professor für Zoologie an der University of Denver. Von 1974 bis 1980 war er leitender Ökologe und Projektmanager beim Umweltberatungsunternehmen Dames & Moore. Von 1980 bis 1992 war er Partner und Berater sowie von 1992 bis 1994 Vizepräsident bei Dames & Moore.
Porters Interessen umfassen die Evolution und Artbildung von Wirbeltieren, die Ökologie und Biogeographie, interdisziplinäre Umweltverträglichkeitsprüfungen, die Ökologie und Systematik der Altweltlichen Streifenhörnchen (Eutamias), die physiologische Ökologie von Amphibien sowie die Schadensbewertung an natürlichen Ressourcen. Zu Porters wichtigsten Schriften zählt die Erstbeschreibung der Wyoming-Kröte (Anaxyrus baxteri) im Jahr 1968, die 1991 von der IUCN in die Kategorie „in der Wildnis ausgestorben“ (extinct in the wild) klassifiziert wurde. 1972 erschien sein Buch Herpetology. 
Porter ist seit 1982 verheiratet und hat zwei Töchter und einen Sohn.